# Vương Nhị Đa
Wang Erduo (tiếng Trung: 王洱多; bính âm: Wáng Ěrduō; sinh ngày 9 tháng 1 năm 1999) là một cầu thủ bóng đá Trung Quốc hiện tại thi đấu cho đội bóng tại Giải bóng đá ngoại hạng Hồng Kông R&F.

## Sự nghiệp câu lạc bộ
Wang Erduo bắt đầu sự nghiệp bóng đá vào tháng 2 năm 2017 khi anh được cho mượn đến đội bóng tại Giải bóng đá ngoại hạng Hồng Kông R&F từ Guangzhou R&F. Ngày 2 tháng 12 năm 2017, anh ra mắt trong thất bại 2–1 trước Hong Kong Pegasus ở Sapling Cup 2017–18, vào sân từ ghế dự bị thay cho Li Rui. Anh ra mắt tại giải vô địch ngày 4 tháng 3 năm 2018 trong trận hòa 2–2 trên sân nhà trước Biu Chun Rangers, vào sân thay cho Yang Ziyi ở phút 82.

## Thống kê sự nghiệp
Tính đến 13 tháng 5 năm 2018 
| Thành tích câu lạc bộ | Thành tích câu lạc bộ | Thành tích câu lạc bộ             | Giải vô địch | Giải vô địch | Cúp     | Cúp       | Cúp Liên đoàn   | Cúp Liên đoàn   | Châu lục | Châu lục  | Tổng cộng | Tổng cộng |
| Mùa giải              | Câu lạc bộ            | Giải vô địch                      | Số trận      | Bàn thắng    | Số trận | Bàn thắng | Số trận         | Bàn thắng       | Số trận  | Bàn thắng | Số trận   | Bàn thắng |
| Hồng Kông             | Hồng Kông             | Hồng Kông                         | Giải vô địch | Giải vô địch | Cúp FA  | Cúp FA    | Cúp Liên đoàns1 | Cúp Liên đoàns1 | Châu Á   | Châu Á    | Tổng cộng | Tổng cộng |
| --------------------- | --------------------- | --------------------------------- | ------------ | ------------ | ------- | --------- | --------------- | --------------- | -------- | --------- | --------- | --------- |
| 2016–17               | R&F                   | Giải bóng đá ngoại hạng Hồng Kông | 0            | 0            | 0       | 0         | 0               | 0               | -        | -         | 0         | 0         |
| 2017–18               | R&F                   | Giải bóng đá ngoại hạng Hồng Kông | 3            | 0            | 1       | 0         | 2               | 0               | -        | -         | 6         | 0         |
| Tổng cộng             | Hồng Kông             | Hồng Kông                         | 3            | 0            | 1       | 0         | 2               | 0               | 0        | 0         | 6         | 0         |
| Tổng cộng sự nghiệp   | Tổng cộng sự nghiệp   | Tổng cộng sự nghiệp               | 3            | 0            | 1       | 0         | 2               | 0               | 0        | 0         | 6         | 0         |

1League Cups include Hồng Kông Senior Shield và Hồng Kông Sapling Cup.